# Niesamowity świat April
Niesamowity świat April (fr. Avril et le monde truqué, 2015) – francusko-belgijsko-kanadyjski animowany film fantastycznonaukowy z elementami thrillera, steampunku i historii alternatywnej w reżyserii Christiana Desmaresa i Francka Ekinciego. Adaptacja komiksu autorstwa Jacques’a Tardiego.
Światowa premiera filmu miała miejsce 15 czerwca 2015 roku, w ramach Międzynarodowego Festiwalu Filmów Animowanych w Annecy. Polska premiera filmu nastąpiła 10 lipca 2016 roku, podczas 9. Międzynarodowego Festiwalu Filmów Animowanych Animator w Poznaniu. Następnie film dystrybuowany był w wydaniu DVD przez Kino Świat.

## Obsada

### Wersja francuska
- Marion Cotillard jako Avril Franklin (April Franklin; głos)
- Philippe Katerine jako Darwin, kot Avril (głos)
- Jean Rochefort jako Prosper „Pops” Franklin, dziadek Avril (głos)
- Olivier Gourmet jako Paul Franklin, ojciec Avril (głos)
- Macha Grenon jako Annette Franklin, matka Avril (głos)
- Marc-André Grondin jako Julius (głos)
- Bouli Lanners jako Gaspar Pizoni (głos)
- Benoît Brière jako Rodrigue (głos)
- Anne Coesens jako Chimène (głos)

### Wersja amerykańska
- Angela Galuppo jako Avril Franklin (April Franklin; głos)
- Tony Hale jako Darwin, kot Avril (głos)
- Tony Robinow jako Prosper „Pops” Franklin, dziadek Avril (głos)
- Mark Camacho jako Paul Franklin, ojciec Avril (głos)
- Macha Grenon jako Annette Franklin, matka Avril (głos)
- Tod Fennell jako Julius (głos)
- Paul Giamatti jako Gaspar Pizoni (głos)
- J.K. Simmons jako Rodrigue (głos)
- Susan Sarandon jako Chimène (głos)

### Wersja polska
Opracowanie i udźwiękowienie wersji polskiej: Studio Rewers

Tłumaczenie i dialogi: Agnieszka Dróbkowska i Anna Brysiak

Reżyseria: Ireneusz Machnicki

W wersji polskiej udział wzięli

- Katarzyna Łaska jako Avril Franklin (April Franklin)
- Tomasz Steciuk
- Wojciech Machnicki
- Miłogost Reczek
- Izabella Bukowska
- Dariusz Siastacz
- Joanna Domańska
- Jan Cięciara
- Mikołaj Klimek
- Piotr Borowiec
- Leszek Filipowicz
- Szymon Cempura
- Dominika Rei Waśkowska
- Tomasz Mazurek
- Agnieszka Mazurek
- Aleksander Gawek

## Nagrody i nominacje
41. ceremonia wręczenia Cezarów
- nominacja: najlepszy film animowany − Christian Desmares, Franck Ekinci i Marc Jousset